# Lijst van voetbalinterlands Armenië - Liechtenstein (vrouwen)
Deze lijst van voetbalinterlands is een overzicht van alle officiële voetbalinterlands tussen de nationale vrouwenteams van Armenië en Liechtenstein. De landen hebben tot nu toe twee keer tegen elkaar gespeeld.

## Wedstrijden
| № | Plaats  | Datum            | Competitie                       | Wedstrijd               | Uitslag |
| - | ------- | ---------------- | -------------------------------- | ----------------------- | ------- |
| 1 | Armavir | 21 februari 2025 | UEFA Women's Nations League 2025 | Armenië − Liechtenstein | 6 − 1   |
| 2 | Eschen  | 3 juni 2025      | UEFA Women's Nations League 2025 | Liechtenstein − Armenië | 2 − 2   |

## Samenvatting
| Competitie                  | Totaal gespeeld | Winst Armenië | Gelijk | Winst Liechtenstein | Doelsaldo Armenië – Liechtenstein |
| --------------------------- | --------------- | ------------- | ------ | ------------------- | --------------------------------- |
| UEFA Women's Nations League | 2               | 1             | 1      | 0                   | 8 − 3                             |
| Totaal                      | 2               | 1             | 1      | 0                   | 8 − 3                             |